# Földes Eszter
Földes Eszter (Szekszárd, 1987. február 28. –) magyar színésznő.

## Életpályája
Nevelőapja Földes Tamás színész; édesanyja, Tucsek Edit balettművész. Gyerekkorában tornázott és táncolt, később kezdett érdeklődni a színészet iránt. A színművészeti egyetemi felvételin az első próbálkozáskor a második rostáig jutott. Egy évet az Új Színház stúdiójába járt, azután újra megpróbálta a felvételit, ekkor már sikeresen.
2010-ben végzett a Színház- és Filmművészeti Egyetemen Gálffi László és Ács János osztályában. Diplomaszerzése után egy ideig az Új Színházban és a Centrál Színházban dolgozott. 2013–2015 között a székesfehérvári Vörösmarty Színház tagja volt, majd 2015-től szabadúszó volt. 2019-től a kecskeméti Katona József Színház színésznője volt. 2019 decemberétől 2020 márciusáig a Karinthy Színház művészeti vezetője volt.

### Magánélete
2015-ben összeházasodott Lovasi Andrással. Gyermekük, Lovasi Álmos Fülöp 2018-ban született. 2024-ben úgy döntöttek, hogy elválnak.

## Színházi szerepei
- Egressy Zoltán: Álmos utas haragja-négy hallomás – Szereplő [15][16]
- William Shakespeare: Lear király – Bohóc / Cordelia
- Mihail Bulgakov: Őfelsége komédiása – Armande Béjart de Molière
- Ábrahám Pál – Szilágyi László – Kellér Dezső – Harmath Imre: 3:1 a szerelem javára (zenés vígjáték – operett) – Gingi
- Mark Twain – Döme Zsolt – Szurdi Miklós: Koldus és királyfi – Edith, Hendon szerelme
- William Shakespeare: Lear király – Bohóc/Cordelia
- László Miklós: Illatszertár – Rátz kisasszony
- Kiss Márton: Angéla evangéliuma, avagy a réterdősi patkányfogó
- Joe Masteroff: Cabaret – Schatzie Kost
- Woody Allen: Csak semmi pánik – Mrs. Burns/Szultána
- Kodolányi János: Földindulás – Fekete Zsuzsi
- Friedrich Schiller: Don Carlos – Erzsébet királyné
- Michel de Ghelderode: Virágos kert
- Barabás Pál – Harmath Imre – Eisemann Mihály: Kávé habbal – Éva
- Beth Henley: A szív bűnei – Babe Botrelle, a legfiatalabb testvér
- Paulo Coelho: Tizenegy perc – Nyah, maláj lány
- Dacia Maraini: A királynő teste – egy nő
- Ács János: Casanova Nuovo – naiva-színésznő
- Carlo Goldoni: Nyári kalandok – Giacinta, Filippo leánya
- Molière: Mizantróp – Baszk
- Edward Albee: Lolita – Lolita
- Molnár Ferenc: Riviéra – Cibulka
- Miro Gavran: A baba – Stella
- Rejtő Jenő – Szente Vajk : Szőke Ciklon – Magda

## Színpadon kívüli szerepei

### Szinkronszerepei
- Felelsz vagy mersz: Markie Cameron – Violett Beane
- A csodadoktor: Beliz Boysal – Hazal Türesan
- A kígyók úrnője: Şahsu – Serenay Sarıkaya
- A szürke ötven árnyalata: Anastasia "Ana" Steele – Dakota Johnson
- A sötét ötven árnyalata: Anastasia "Ana" Steele – Dakota Johnson
- A szabadság ötven árnyalata: Anastasia "Ana" Steele – Dakota Johnson
- Broad City: Abbi Abrams – Abbi Jacobson
- V, mint Viktória: Jade West – Elizabeth Gillies
- Bosszú – Emily Thorne
- Kék, mint  a Jazz: Penny – Claire Holt
- Alkonyat – Újhold: Jane – Dakota Fanning
- Alkonyat – Napfogyatkozás: Jane – Dakota Fanning
- Alkonyat – Hajnalhasadás 1-2: Jane – Dakota Fanning
- Lopott idő: Sylvia Weis – Amanda Seyfried
- Elveszett:  Jill –  Amanda Seyfried
- Rokonlelkek: Sally Howe – Emma Roberts
- Noé: Ila – Emma Watson
- Need for Speed: Julia Maddon – Imogen Poots
- Hosszú út lefelé: Jess Crichton – Imogen Poots
- A búcsúkoncert: Alexandra Gelbart –  Imogen Poots
- Amerika kapitány: A tél katonája: Kate / 13-as ügynök – Emily VanCamp
- A nagy nap: Nuria – Ana Ayora
- A nagy Gatsby:  Daisy Buchanan –  Carey Mulligan
- Fiatal és gyönyörű: Isabelle – Marine Vacth
- Az éhezők viadala: Futótűz: Katniss Everdeen –  Jennifer Lawrence
- Napos oldal:  Tiffany –  Jennifer Lawrence
- Az éhezők viadala:  Katniss Everdeen –  Jennifer Lawrence
- Utazók: Aurora Lane – Jennifer Lawrence
- Mindörökké rock:  Sherrie Christian – Julianne Hough
- A kaptár – Megtorlás:  Ada Wong – Bingbing Li
- A jelenés: Kelly –  Ashley Greene
- Alkonyat – Újhold: Jane – Dakota Fanning
- Alkonyat – Napfogyatkozás: Jane – Dakota Fanning
- Alkonyat – Hajnalhasadás 1-2: Jane – Dakota Fanning
- Hófehér és a vadász:  Hófehér –  Kristen Stewart
- A holló:  Emily Hamilton –  Alice Eve
- A háború császára: Aya Shimada – Eriko Hatsune
- A gyilkos médium:  Sally Owen –  Elizabeth Olsen
- Csatahajó: Sam –  Brooklyn Decker
- 40 és annyi:  Cat – Lena Dunham
- Szédületes éjszaka: Tori Frederking –  Teresa Palmer
- A varázslótanonc: Becky Barnes –  Teresa Palmer
- Egy hulla a szobatársam: Rachel – Poppy Montgomery
- Valerian és az ezer bolygó városa: Lorelei – Cara Delevinge
- Ki vagy, doki? (Karácsonyi ének): Abigail – Katherine Jenkins
- Gyilkosság az Orient expresszen – Lucy Boynton
- Piszkos pénz, tiszta szerelem: Aslı Denizer – Hazal Türesan
- Batman: Selina Kyle / Macskanő – Zoë Kravitz
- Vörös veréb: Dominyika Jegorova - Jennifer Lawrence
- Barátnőt felveszünk: Maddie Barker - Jennifer Lawrence
- Ne nézz fel!: Kate Dibiasky - Jennifer Lawrence
- Madame Web: Cassandra "Cassie" Webb / Madame Web - Dakota Johnson

### Játékfilmek, kisfilmek
- Jankovicsok – egy család története (Szabó Szonja dokumentumfilmje, 2021)
- Game Over Club (2018-ban forgatott, de bemutatásra nem került film)[17]
- A győztes (Géczy Dávid kisfilmje, 2014) ... feleség[18]
- Szeretetotthon (Gárdonyi Edit kisfilmje, 2013) ... Alma
- Dumatúra (Lafka Dávid kisfilmje, 2012)
- Porcukor (Schwechtje Mihály kisfilmje, 2010) ... Adrienn
- Vége (Janich Vera kisfilmje, 2010)
- Mozaik (Kiss Anna kisfilmje, 2009)
- Utolsó idők (Mátyássy Áron filmje, 2009)...Ilus
- Május-június (Mátyássy Áron kisfilmje, 2009)...Krisztina
- Intim fejlövés (Szajki Péter filmje, 2008)...Szilvi/Gabi
- Moha és Barack (Koncz Teréz kisfilmje, 2007)

### Televíziós sorozatok
- Átok (2012, 3. évad) – Dia
- Mindenből egy van (2011–2016) – Szűcs Nikoletta/Niki
- Hacktion (2011) – Béta
- Munkaügyek (2012) – Orsi
- Válótársak (2015–2018) – Vándor Szonja
- Mintaapák (2019–2021) – Hoffmann Petra
- A hentes (2021) – Bölcsei Gréta
- Valami Amerika (2023) – Vivi
- Pokoli rokonok (2025) – Szandra

### Televíziós műsorok
- Életművész – műsorvezető
- Ég, föld, férfi nő – műsorvezető

## Díjai, elismerései
- TEVA ösztöndíj
- Soós Imre-díj (2014)[19]
- Verebély Iván-díj (2024)[20]